# Francesco Dominici
Francesco Dominici (l'Havana, Cuba, 1885 - Idem. 3 de febrer, 1968), va ser un tenor operístic italià cubà especialment admirat per la seva interpretació en papers còmics.
Va fer el seu debut a l'òpera professional com a Fernando a La favorita de Gaetano Donizetti al Teatre Donizetti de Bèrgam el 1914. Va crear el paper de Prunier a la producció original de 1917 de La rondine de Giacomo Puccini al "Grand Théâtre de Montecarlo," paper que va interpretar a molts altres teatres d'òpera, inclòs el Teatre Comunal de Bologna.
Durant els anys següents va interpretar principalment papers principals al Teatre Costanzi de Roma, incloent Rodolfo a La bohème de Puccini, Fenton a Falstaff de Verdi i Ernesto a Don Pasquale de Donizetti. A principis de la dècada de 1920 es va incorporar a la llista de La Scala on va començar a interpretar més papers de bufó que papers principals. El 1921, va cantar el paper del doctor Cajus a Falstaff de Verdi a La Scala i el 1922 va ser Filipeto a la primera producció de la companyia de I quatro rusteghi d'Ermanno Wolf-Ferrari. El 1926 va crear el paper de l'emperador Altoum en la producció original del Turandot de Puccini a La Scala. El 1929 va anar de gira amb La Scala a Alemanya.
Altres papers que Dominici va interpretar a La Scala inclouen David a Die Meistersinger von Nürnberg de Richard Wagner, Monostatos a La flauta màgica de Mozart i el Neipperg a Madame Sans-Gêne d'Umberto Giordano. El 1931 es va traslladar a Cuba, on va ensenyar música durant molts anys. Dominici va morir a l'Havana el 1968.